# Louis Ville
Pour les articles homonymes, voir Ville (homonymie).
Louis Ville est un auteur-compositeur-interprète français originaire des Vosges, installé en Lorraine.

## Parcours
Guitariste du groupe de jazz rock "Images" fin des années 1970, il a par la suite créé plusieurs groupes de punk.
En 1990, il fonde le groupe Do It et en 1999, entame une carrière solo.
Son répertoire se situe quelque part entre celui d'Arno et de Léo Ferré, avec une originale voix cassée à la Arthur H. Il tourne en guitare solo ou avec des musiciens.
En 2004, il participe au projet Les Montreurs d'ours.
Jean-Louis Foulquier l'a invité en octobre 2006 et mars 2007 en live à son émission de radio Pollen les copains d'abord.
Nombreux concerts, festivals, 1re parties (Francos, Voix de fêtes, Paroles et Musiques, Alors chante, Thiéfaine, Arno, Willy Deville, John Hammond, etc.)
Plusieurs centaines de concerts, en trio, duo ou solo.
Il compose des musiques de films, docs, pub et théâtre.
Il crée en 2021 le projet « Flowers of invention », hommage à la musique d’improvisation psychédélique de la fin des années soixante.
Il collabore avec différents artistes en studio (Princess Erika, Cordier, Didier Sustrac, Christian Cantos, Hafngrimr, etc.), en tant que réalisateur, arrangeur, prises de son et mixage.

## Discographie
Louis produit ses albums et participe aux prises de sons et mixages.
- 1999 : Hôtel pourri (MSI/Chants libres) - album de 13 titres, dont une reprise des Amants de la Saint Jean en live.
- 2003 : Une Goutte - album de 15 titres, dont les titres Aime-moi et Une Goutte.
- 2007 : À Choisir (Besides/ici d'ailleurs) - album 12 titres, comprenant une reprise d'Y'en a marre de Léo Ferré.
- 2011 : ...Cinemas.... (Productions Badabing/L'autre distribution) - album 13 titres
- 2012 : ...Cinemas...Deluxe édition (Balandras éditions/ Scherzo/L'autre distribution) - album + 4 titres en duo avec Mell, Marcel Kanche et François Pierron
- 2015 : Le bal des fous (Balandras Editions/EPM/Universal) - album 12 titres, avec les Prédicateurs (Pierre le Bourgeois, François Pierron).
- 2019 : Et puis demain…Ep 6titres (Balandras Editions)
- 2019 : EPONYME (Balandras Editions) - album 11 titres